# Pomarea nukuhivae
El monarca de Nuku Hiva (Pomarea nukuhivae) es una especie extinta de ave paseriforme de la familia Monarchidae endémica de la isla de Nuku Hiva, en las islas Marquesas, Polinesia francesa. Se extinguió debido a la pérdida de su hábitat y la introducción de depredadores.